# イ・チャンファン
イ・チャンファン（李昌煥、이창환、1952年1月25日 - ）は、大韓民国の俳優である。

## 朴正煕役として
MBC（文化放送）制作の現代史大河ドラマである『共和国』シリーズなど多くのドラマや映画で、風貌が似ている事から、第5〜9代大韓民国大統領である朴正熙（パク・チョンヒ）の役を演じている俳優として知られている。俳優生活の大半で朴正煕役を務めており、「朴正煕専門俳優」とも呼ばれている。
演じるに当たって、「父の若い時の軍服姿の写真を見ると、故・朴正煕大統領とよく似ている」「あの方は鼻にかかった話し方をする特徴があるので、肉声録音を繰り返し聴いて口調を覚えた」と話している。
1995年のドラマ『第4共和国』では朴正煕役で主演し、MBC演技大賞人気賞を受賞している。

## 略歴
- 生年月日：1952年1月25日[1]
- 出身学校：中央大学校演劇映画学科[1]
- 1976年、MBC公開採用タレント8期でデビュー[1]

## 出演作品

### テレビドラマ
- 田園日記（1980年、MBC） - イ・チャンス役
- 第2共和国（1989年、MBC） - 朴炳權役
- 第3共和国（1993年、MBC） - 朴正熙（青年期）役
- 第4共和国（1995年、MBC） - 朴正熙役
- 青い鳥はいる（1997年、KBS）　-シャングリラ前任社長役
- 3金時代（1998年、SBS） - 朴正熙役
- 野人時代（2002年-2003年、SBS） - 朴正熙役
- 宮廷女官チャングムの誓い（2003年-2004年、MBC） - 朴元宗役
- 第5共和国（2005年、MBC） - 朴正熙役
- 朱蒙（2006年-2007年、MBC） - マルガル族長役
- 金寿煥枢機卿に関する最終報告書（2009年、PBC） - 朴正煕役
- 大韓民国政治秘史（2013年、MBN） - 朴正煕役
- MBCスペシャル 釜馬抗争40周年＜1979＞（2019年、MBC） - 朴正煕役

### 映画
- 品行ゼロ（2002年）
- 英語完全征服（2003年）
- パリバリ・チャン（2005年） - 大統領役
- 明るい家族計画（2006年） - 朴正煕役

### 演劇
- 人間朴正煕（1999年） - 朴正煕役